# ブックカース
ブックカース（英: book curse）とは、中世に書物の盗難を避けるために使用された、本に記載される呪いの言葉のことである。その当時は、効果的な方法であった。

## 歴史
ブックカースの歴史は、紀元前7世紀頃のアッシリア王アッシュールバニパルの時代まで遡る。その時代では、粘土板を守るために、神の怒りが利用された。中世では、これらの呪いの多数において、本来の所有者から作品を盗んだ人物に過酷な災難が訪れることが願われた。この災難には、破門や地獄行きやアナテマなどが存在した。破門はこの中で最も軽い罰である。この理由として、中世のカトリック教会で、破門は復帰可能なものだったためである。アナテマは教会と神の保護下からの永久の追放を含む最も過酷な罰であった。しかし、破門やアナテマは、教会がだれが悪人かを知ったうえで、その人物に対して何かを行う必要があった。それに対し、地獄行きは、教会でなく創造主の御業であり、人間の干渉が不要であり、犯人の魂にすぐに訪れるものであった。これら3種の呪いは本を盗む人間に対して効果的であると考えられていた。
この時代、これらの呪いは、本を盗んだり、傷つけた人間に重大な社会的かつ宗教的制裁を与えるものであった。この理由として、これらの本は、印刷機が発展する以前は、全て貴重な作品であると考えられていたためである。
例えば、バルセロナのサン・ペドロ修道院のブック・カースの一例は次の様な文章である。
この本を盗んだ者、あるいは、借りて返さない者、その手を蛇に変え、引き裂いてしまえ。麻痺になり、関わったものは呪われろ。助けを請うくらい痛みで泣き叫び苦しめ。死んでしまうまで、苦しみが続け。本の虫よ、彼が最後の罰を受ける時、その体を食ってしまえ、地獄の炎よ彼を燃やし尽くせ。
ほとんどの呪いは、本の奥付に中世の書記により記述された。この奥付は、中世の本において、記述者が自由に彼が望むように、それぞれの本に特有のブック・カースを記載する場所の1つであった。